# Ulriken
Ulriken is de hoogste van de zeven bergen rond de Noorse stad Bergen. De berg heeft een hoogte van 643 meter boven zeeniveau. Onder de berg loopt de Ulrikstunnel, een spoortunnel tussen het centrum van Bergen en het noordoostelijke stadsdeel Arna. De tunnel is 7660 meter lang en werd in de periode 1959–1964 aangelegd.
De naam is afgeleid van het Oudnoordse Alrek, dat "het opgehevene" betekent. In de 10e eeuw vestigde de Noorse koning Harald I een koninklijke residentie in Alrekstad (Oudnoords: Alrekstaðir), aan de voet van Ulriken. Ook zijn opvolgers zetelden hier. Koning Olav Kyrre besloot volgens de overlevering om de Noorse hoofdplaats van Alrekstad te verplaatsen naar de dichtbijgelegen baai Vågen en stichtte zo de stad Bergen. De naam Alrekstad was mogelijk afgeleid van de naam Ulriken.
Het Bergense volkslied heet Udsigter fra Ulriken ("Uitzichten vanaf Ulriken"). De Bergense basketballvereniging Ulriken Eagles is vernoemd naar de berg.

## Faciliteiten
De berg is te bereiken met de kabelbaan Ulriksbanen, die aankomt op 620 meter. Deze kabelbaan heeft een lengte van 1120 meter en is elke dag geopend, behalve bij slecht weer. De kabelbaan vervoert zo'n 150.000 passagiers per jaar, voornamelijk toeristen die het weidse uitzicht over de stad willen ervaren, met daarnaast wandelaars en langlaufers die tochten over het bergplateau maken.
Naast het bovenstation van de kabelbaan staat een 40 meter hoge televisie- en telecommunicatiemast, gebouwd in 1959. Ook bevinden zich hier enkele telescopen voor bezoekers en een restaurant.

## Wandelen
Een van de eerste wandeltochten over de berg vond plaats in 1853. Onder deze groep wandelaars bevond zich Henrik Ibsen. Bij deze aangelegenheid schreef hij het gedicht Vi vandrer med freidig mot. 
De oorspronkelijke wandelroute had veel loszittende stenen. Op het hoogste stuk onder de top liep het pad over steile rotsen en waren er ijzeren buizen aangebracht als leuningen, zodat mensen deze konden gebruiken voor hun veiligheid. In 2014 is er begonnen om deze situatie te veranderen en is er op dit traject een drie meter brede stenen trap aangelegd. De stenen bouwmaterialen worden direct aan het traject gewonnen in samenwerking met Nepalese sherpa’s. De trap heeft een lengte van 750 meter en de aanleg kostte negen miljoen Noorse kroon (circa 1 miljoen euro). 
Vanaf de berg zijn diverse wandelingen over het bergplateau Vikken te maken. Een van deze wandelingen gaat naar de berg Fløyen, een voettocht van een uur of vijf.

## Afbeeldingen

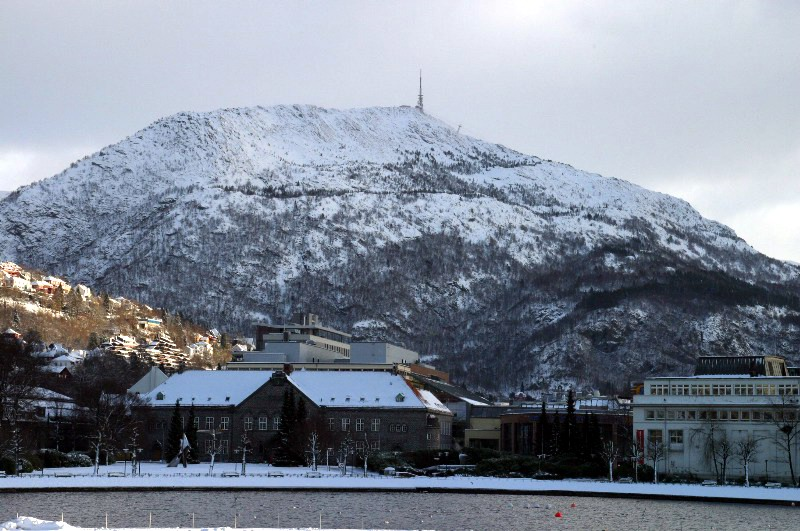
Ulriken gezien vanuit het centrum van Bergen
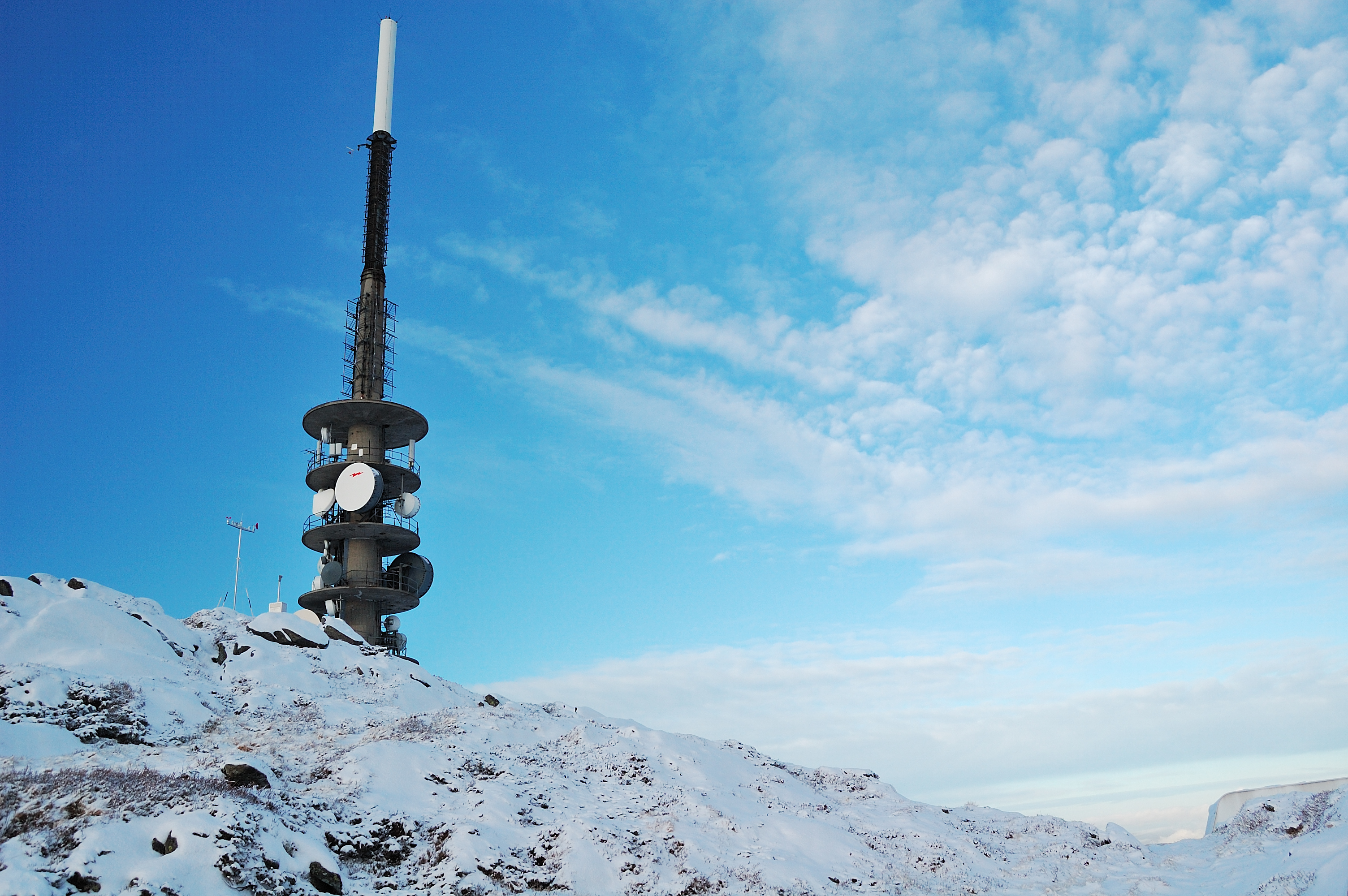
De televisietoren boven op de berg
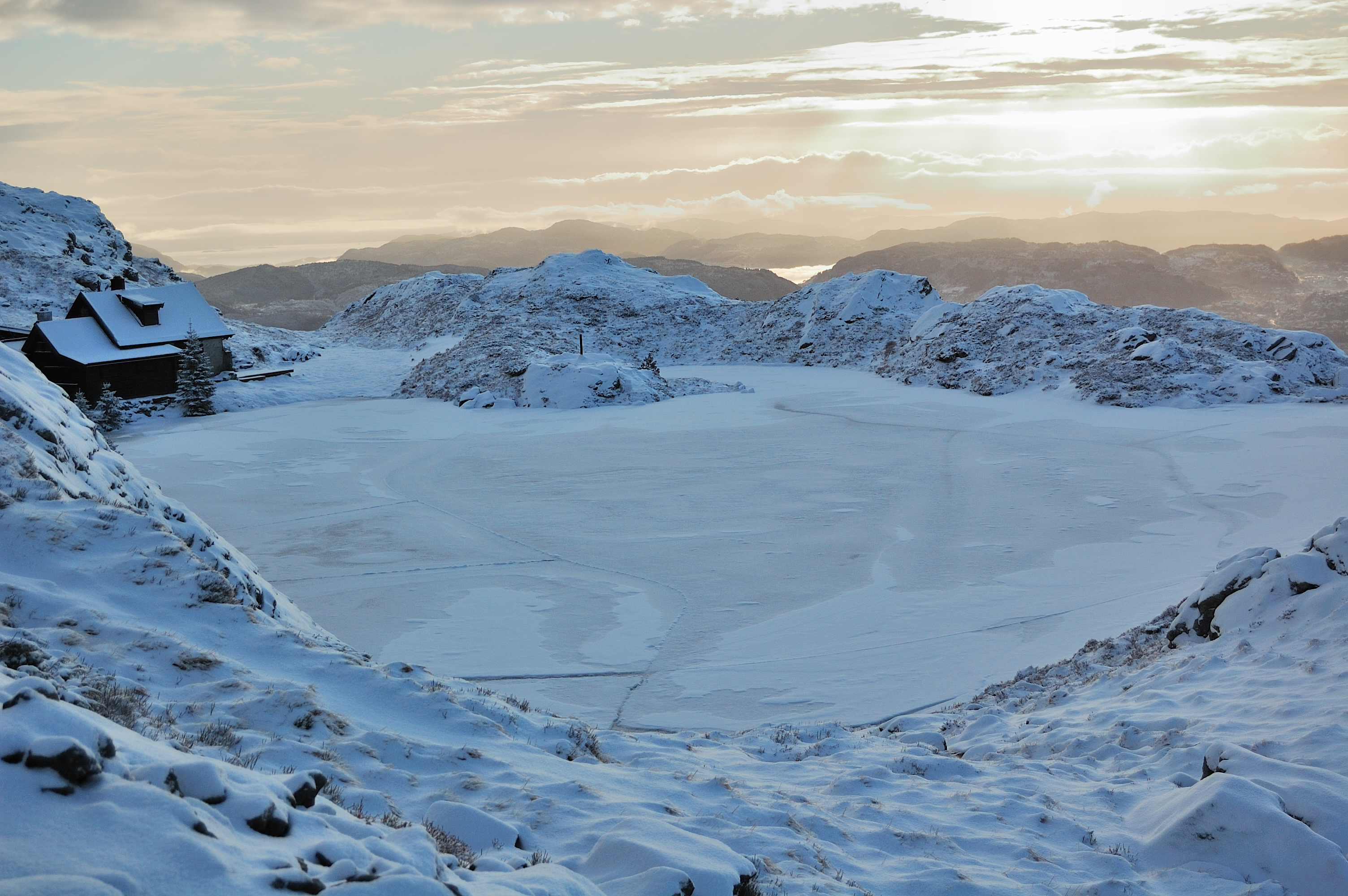
Hut en bevroren meertje op Ulriken
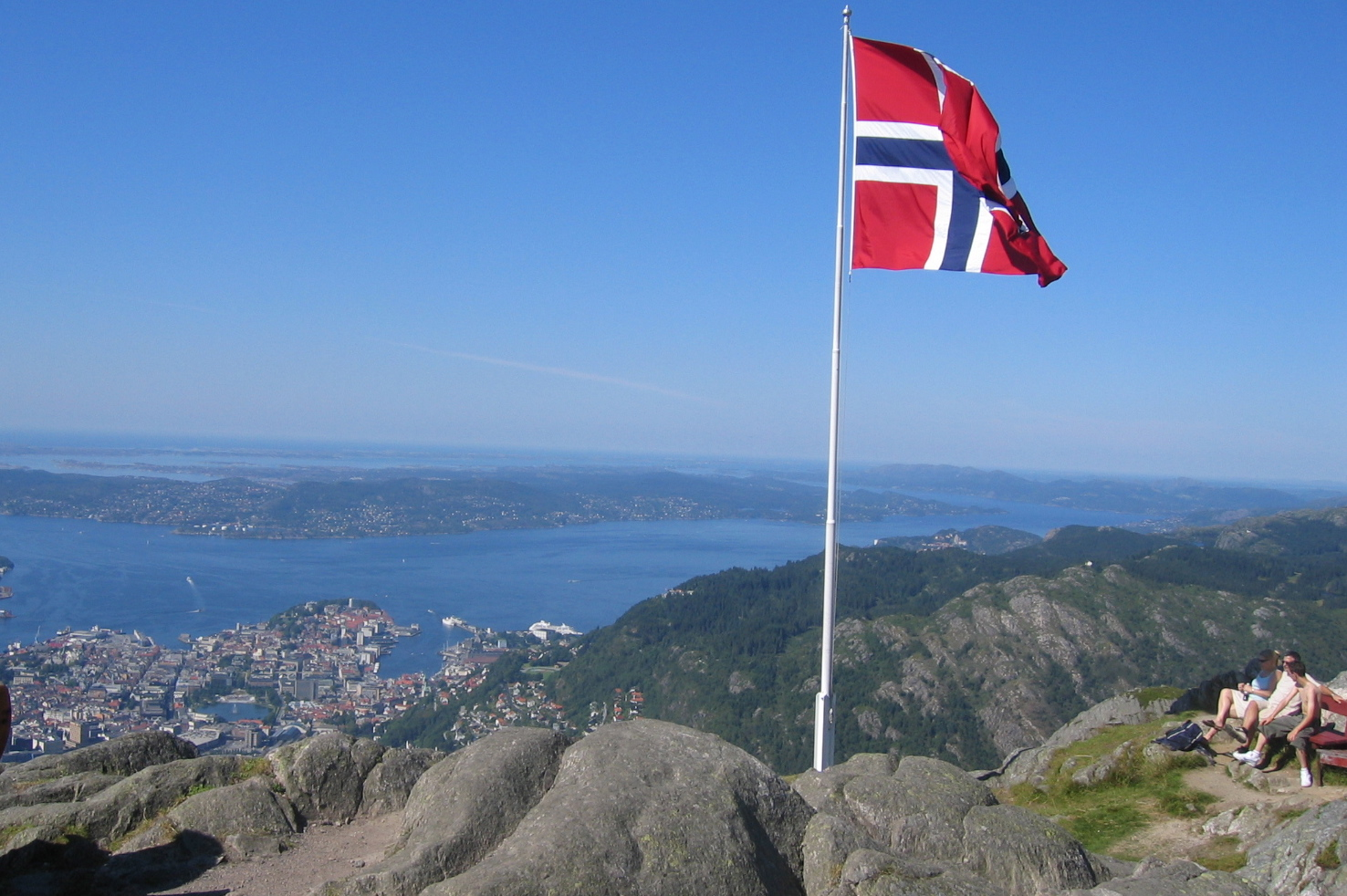
Bergen aan de voet van Ulriken